# Burial
William Emmanuel Bevan (Londres, 13 de agosto de 1979), más conocido como Burial, es un productor británico. Su álbum debut homónimo fue lanzado en 2006 y recibió el apoyo de la crítica, con la revista The Wire nombrándolo álbum del año, y estando en la lista de lo mejor del 2006 en publicaciones como The Observer y Mixmag.
El 5 de noviembre de 2007 fue lanzado su segundo álbum, Untrue, que obtuvo un éxito de críticas aún mayor, siendo Burial nominado al Mercury Music Prize en 2008 y colocando su álbum entre los cinco mejores del año de acuerdo con Metacritic. En 2021 la revista Pitchfork lo incluyó en su lista de los 200 artistas más influyentes de los últimos 25 años.

## Identidad y nominación al Mercury
A pesar de la gran repercusión en el mundo de la crítica de sus dos álbumes, la persona que se encuentra detrás del proyecto Burial permaneció anónima hasta agosto del 2008, afirmando en una entrevista que "sólo cinco personas saben que hago música". En febrero de 2008, el periódico The Independent publicó que el nombre de Burial era William Bevan, y que había asistido como alumno a un colegio del Sur de Londres. Otro alumno del mismo colegio, el músico de Hot Chip Joe Goddard, afirmó en 2006 que Burial estudiaba en un curso superior al suyo.
El 22 de julio de 2008 The Guardian reportó que Burial era uno de los nominados para el Mercury Music Prize 2008 y NME dijo el 31 de julio que era el favorito para ganarlo. Después de mucha especulación acerca de su verdadera identidad, Burial confirmó la información de The Independent y publicó una foto suya en su Myspace el 5 de agosto de 2008. En una entrada de su blog afirma que "soy una persona de actitud discreta, sólo quiero hacer canciones y nada más". Finalmente, el 9 de septiembre de 2008, fue el grupo Elbow quien se llevó el premio.

## Discografía

### LP
- Burial (2006)
- Untrue (2007) #58 UK

### EP
- South London Boroughs (2005)
- Distant Lights (2006)
- Ghost Hardware (2007)
- Moth / Wolf Cub (2009), con Four Tet
- Ego / Mirror (2011), con Four Tet y Thom Yorke
- Four Walls / Paradise Circus (2011), con Massive Attack
- Street Halo (2011)
- Kindred (2012)
- Truant / Rough Sleeper (2012)
- Rival Dealer (2013)
- Young Death / Nightmarket (2016)
- Subtemple / Beachfires (2017)
- Rodent (2017)
- Pre Dawn / Indoors (2017)
- Claustro / State Forest (2019)
- Shock Power of Love (split w/ Blackdown) (2021)
- Chemz / Dolphinz (2021)
- Nova / Moth (2022) con Four Tet
- Antidawn (2022)

### Temas individuales
- Versus, incluido en el recopilatorio Warrior Dubz (2006), Planet Mu
- Unite, incluido en el recopilatorio Box of Dub (2007), Soul Jazz Records
- Fostercare, incluido en el recopilatorio 5: Five Years of Hyperdub (2009), Hyperdub
- Prophecy en colaboración con El-B, incluido en el recopilatorio Nu Levels (2010), Ghost Records / Thriller Funk
- Night Air, coproducción para el 12" de Jamie Woon (2010), Candent Songs

### Remixes
- Crackle Blues (Burial Remix) – Blackdown (2006), Keysound
- Wayfaring Stranger (Burial Remix) – Jamie Woon (2007), Live Recordings
- Where is Home? (Burial Remix) – Bloc Party (2007), Wichita
- And It Rained All Night (Burial Remix) – Thom Yorke (2007), XL
- Be True (Burial Remix) – Commix (2008)

### Material inédito
Algunas de las canciones inéditas de Burial incluyen "Gaslight", "Rain", "You Hurt Me (Version)", "Feral Witchchild", "Archeron", "Stairwell", "Afterglow", "Sinkheart", "Speedball 2", "Cold Planet", "Stay", y "True Love VIP".